# Кински, Франц де Паула Ульрих
Князь Франц де Паула Ульрих Кински (нем. Franz de Paula Ulrich  Kinsky von Wchinitz und Tettau; 23 июня 1726 — 19 декабря 1792, Прага) — аристократ чешского происхождения на австрийской службе, фельдмаршал (1778). 

## Биография
Родился в 1726 году в австрийской Чехии. Получил своё имя в честь святого Франциска из Паолы (Франц де Паула). Старший сын австрийского посла в Великобритании князя Филиппа Йозефа Кинского, племянник Франца Фердинанда Кинского, занимавшего ту же должность ранее. Двоюродный брат фельдмаршала Йозефа Кинского и полного генерала Франца Йозефа Кинского. Другие представители семьи Кинских также находились в ту же эпоху на австрийской гражданской и военной службе, в том числе на генеральских должностях.
Со временем унаследовал статус и титул главы дома Кинских. Первоначально поступил на гражданскую службу, но в 1754 году перешёл на военную, полковник (1755).
В качестве полкового командира участвовал в первых сражениях начавшейся Семилетней войны, в том числе, в битве при Лобозице. Особо отличился в битве при Колине, за что был награждён орденом Марии Терезии. В 1757 году был произведён в генерал-майоры. 
Был контужен в битве при Мойсе, когда лошадь под ним была убита ядром. Вернулся в строй и принимал участие в битве при Хохкирхе, где под ним были убиты две лошади. За отвагу был награждён командорским крестом ордена Марии Терезии (1758) и повышен до фельдмаршал-лейтенанта (генерал-лейтенанта; 1759).
В 1767 году, спустя несколько лет после окончания войны, был повышен до фельдцейхмейстера (полного генерала). В 1771 году был награждён орденом Золотого руна. С 1772 по 1778 год руководил имперской артиллерией. В 1778 году был произведён в фельдмаршалы. В чине фельдмаршала участвовал в Войне за баварское наследство. 
В 1779 году вышел в отставку с военной службы, но оставался шефом 38-го пехотного полка. Проживал попеременно в Вене и в Праге.
Фельдмаршал Франц де Паула Ульрих Кински скончался в 1792 году в Праге.